# Euphagus carolinus
Euphagus carolinus là một loài chim trong họ Icteridae.

## Hình ảnh

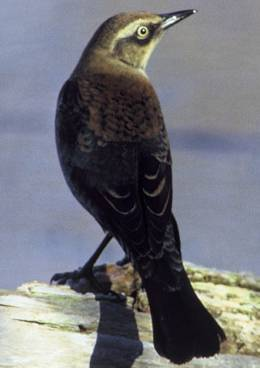
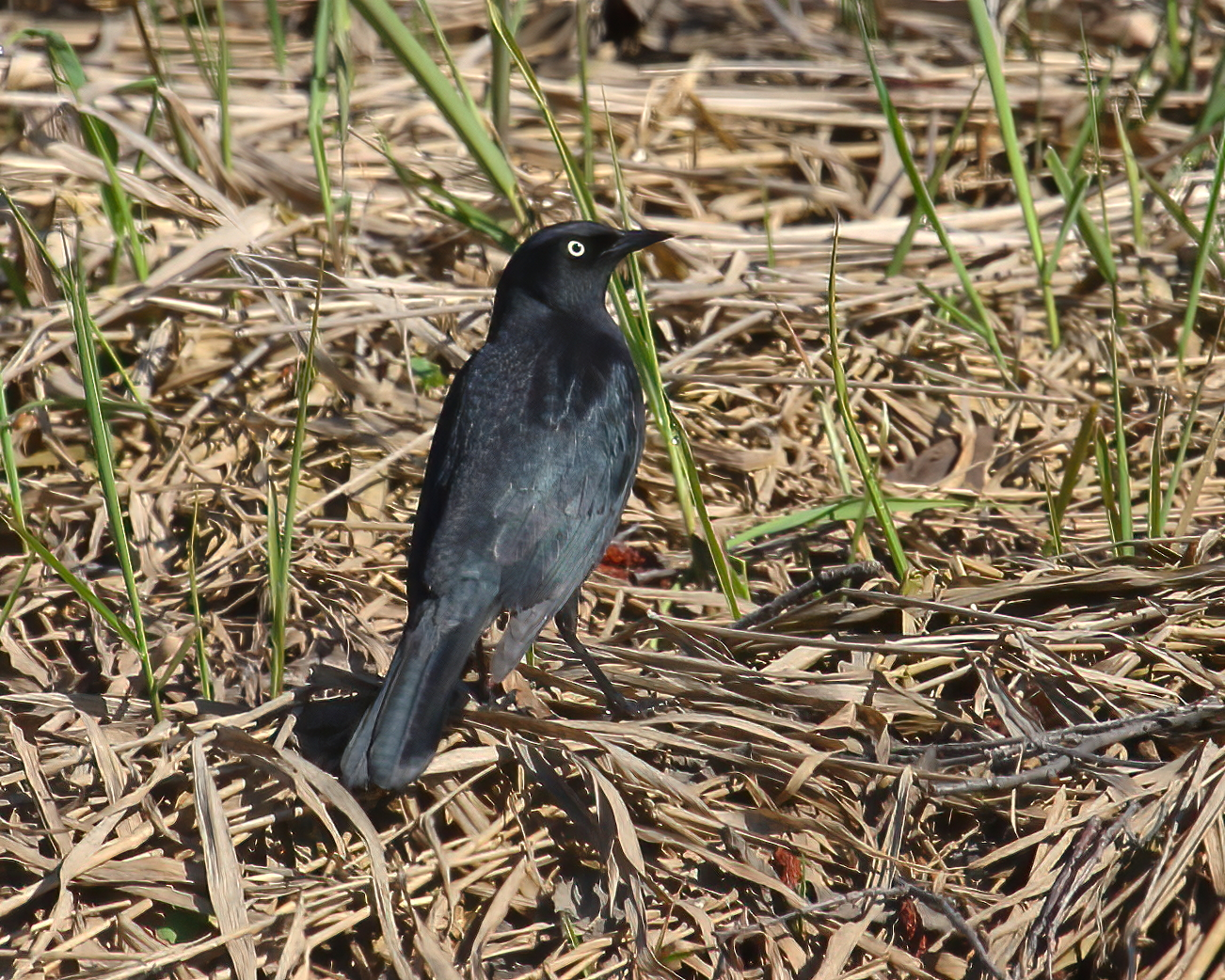